# Stefan Banach
Stefan Banach (n. 30 martie 1892 - d. 31 august 1945) a fost un matematician polonez, cunoscut prin lucrările sale de teorie a funcțiilor și de analiză funcțională.
A introdus în matematică noțiunea cunoscută ulterior sub numele de spațiu Banach.

## Date biografice
Stefan Banach s-a născut în 30 martie 1892 în Ostrowsko, la 50 km de Cracovia, în actuala Polonie. Părinții lui au fost Stefan Greczek și Kataryna Banach. Copilăria lui și-a petrecut-o la Ostrowsko, la bunica lui, căreia îi era apropiat, deoarece mama lui l-a părăsit după ce a fost botezat. Între Banach și tatăl lui era o relație de cordialitate, în care Banach l-a iubit pe tatăl său, dar nu i-a arătat efectiv acest lucru.
În copilărie l-a avut ca învățător pe Juliusz Mien. Acesta l-a învățat pe Banach să vorbească fluent franceza, cu care s-a mândrit în primii ani de școală printre colegi, și pe lângă acest lucru Mien, l-a introdus de timpuriu în domeniul matematicii.
În 1902 începe gimnaziul, unde învață limbile latină, greacă și germană și subiecte majore din istorie și geografie împreună cu puțină matematică. După 1906 a studiat la un nivel mai înalt matematica și după câțiva ani a studiat-o în mai multe limbi. După ce la vârsta de 18 ani și-a obținut licența în 1910, împreună cu prietenul lui cel mai bun, Witold Wilkosz, a plecat la Liov, unde a studiat ingineria. În 1914, la vârsta de 22 de ani, își ia diploma. Din cauza sănătății sale nu a fost înrolat în armată în Primul Război Mondial. Și-a obținut existența prin predare la gimnazii și lucrând la o librărie.
În 1916 va deveni discipolul profesorului Hugo Steinhaus, un renumit matematician din acea perioadă, cu care va avea o relație specială, și prin care își va cunoaște viitoarea soție, Lucja Braus. Prin acest profesor își face lucrarea de diplomă, care va fi publicată în 1922, cuprinzând ideile principale ale analizei funcționale. După această lucrare i-a fost îngăduit să fie profesor la politehnică. În anii de profesor începe să lucreze la cea mai renumită lucrare a sa, spațiul metric-linear. Această lucrare a fost publicat în Polonia în 1931, și în anii următori urmând să fie tradus și în limba franceză.
În anii ocupației hitleriste a Poloniei, Banach a fost folosit ca subiect pentru testarea vaccinului împotriva tifosului și se pare că acesta a fost unul din factorii care i-au scurtat viața.
După ce s-a terminat al Doilea Război Mondial, Banach a fost propus ministru al educației în Polonia. Diagnosticat de cancer, moare în 31 august 1945, la vârsta de 45 de ani. A fost înmormântat la Cimitirul Lîceakiv din Liov.

Stefan Banach

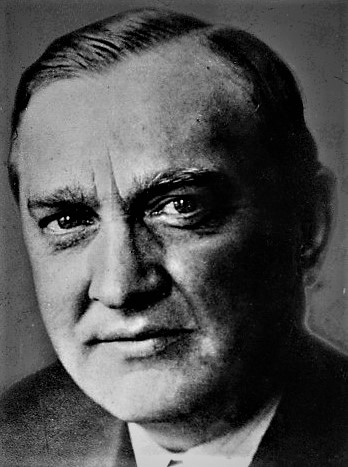
Stefan Banach

## Activitate științifică în domeniul matematicii
Banach este unul dintre creatorii analizei funcționale contemporane, la care a adus contribuții fundamentale.
Cea mai influentă lucrare a lui Banach a fost Teoria operațiunilor lineare. În această carte și-a formulat concepția de spațiu Banach și a promovat multe dintre teoremele fundamentale ale analizei funcționale.
În aceste spații Banach, a studiat formulele lui Lagrange, metoda lui Fourier pentru o serie de ecuații.
De asemenea, Banach a  a adus importante contribuții la teoria măsurării, reglării, și la alte ramuri ale matematicii.
Importanța contribuției lui Banach constă în faptul că a dezvoltat o teorie sistematică a analizei funcționale, unde anterior existau doar rezultate izolate care au fost ulterior încorporate în noua teorie.

## Scrieri
- Teoria operațiunilor lineare (1932)
- Differential and Integral Calculus (Calculul diferențial și integral) -1929,1930
- Theory of operations (Teoria operațiunilor) – 1931
- Theory of linear operations (Teoria operațiunilor liniare) – 1932
- Mechanics for Academic Schools, Mathematical Monographs (Mecanică pentru școlile academice, Monografii Matematice) - 1938

În 1929, împreună cu Hugo Steinhaus, Banach a fondat jurnalul științific Studia Mathematica.

## Legături externe
- en  Biografie la MacTutor History of Mathematics archive Arhivat în 29 august 2011, la Wayback Machine.
- en  Prezentare la Mathematics Genealogy Project
- en  Stefan Banach University Arhivat în 16 aprilie 2009, la Wayback Machine.
- ro  Dicționar enciclopedic al matematicienilor Arhivat în 1 aprilie 2010, la Wayback Machine.